# Bis orat qui corde canit
Bis orat qui corde canit je latinský výrok, který znamená Dvakrát se modlí, kdo ze srdce zpívá. Výrok je připisován sv. Augustinovi, s oblibou jej citoval i reformátor církve Martin Luther, v pozměněné podobě se nachází v římském misálu.
Výrok je rozšířen i pozměněných verzích:
- Qui corde cantat, bis orat (Kdo ze srdce zpívá, dvakrát se modlí)
- Qui cantat, bis orat (Kdo zpívá, dvakrát se modlí)
- Qui bene cantat, bis orat (Kdo dobře zpívá, dvakrát se modlí)